# قبول (مسلسل)
قبول مسلسل تلفزيوني درامي هندي، من إنتاج فور ليونز للأفلام و أشرف طه ، عرض في 29 أكتوبر 2012 على قناة زي تي في إلى غاية 12 يناير 2021 بمجموع 5 مواسم (الموسم الخامس لم يُدبلج بالعربية) و له سلسلة على الوب بإسم قبول 2.0 . ركّز المسلسل على حياة المسلمين، بهدف تبديد الصور النمطية حول الإسلام، تناول المسلسل بادئ الأمر قصة حب بين أسد أحمد خان (كاران سينغ غروفر الموسم الأول - راكيش فاشيس الموسم الثاني)، وزويا فاروقي (سوربي جيوتي). ساعد العمل على ريادة البرامج الموجهة للمسلمين في التلفزيون الهندي.

## وصلات خارجية
- Official Website
- قبول على موقع IMDb (الإنجليزية)
- قبول على موقع كينوبويسك (الروسية)
- قبول على موقع قاعدة بيانات الفيلم (الإنجليزية)

| الممثل            | الدور                          |
| ----------------- | ------------------------------ |
| سوربي جيوتي       | زويا/سانام (جنات)/سيهار/ماهيرا |
| كاران سينغ غروفر  | اسد أحمد خان                   |
| راكيش فاشيس       | اسد أحمد خان لاحقا             |
| فيكرانت ماسي      | ايان أحمد خان                  |
| نيها لاكشمى       | نجمة عمران قريشى               |
| شالينى كابور      | ديلشاد أحمد خان                |
| سوربى فانزارا     | شيرين أحمد خان                 |
| فاكوار شيخ        | راشد أحمد خان                  |
| ارشانا تايد       | نكهى فرحان قريشى               |
| فرهينا جاريمارى   | نزهة أحمد خان                  |
| فيكرام سينغ       | عمران قريشي                    |
| كيتكى كادام       | اوميرا حيدر شيخ                |
| موهيت سيغال       | حيدر شيخ                       |
| فيشال ناياك       | فرحان مبارك قريشى              |
| أمرابالي غوبتا    | تانفير بيك                     |
| كارانفير بوهرا    | اهيل رزاق إبراهيم              |
| نيشي سينغ         | حسينة بي                       |
| فاكوار شيخ        | راشد أحمد خان                  |
| ألكا كوشال        | رازيا موماني                   |
| شهزاد شيخ         | ريحان قريشي                    |
| فيكرام سينغ شوهان | عمران قريشي                    |
| كيتكي كدام        | أوميرة صدقي شيخ                |
| موهيت سيغال       | حيدر شيخ                       |
| شاهينا سورف       | نازيا رضا إبراهيم              |
| تيج سابرو         | غفور أحمد صدقي                 |
| أفيناش ساشديف     | أرمان رضا شيخ                  |

| أيقونة بذرة | هذه بذرة مقالة عن موضوع عن مسلسل تلفزيوني هندي بحاجة للتوسيع. فضلًا شارك في تحريرها. |